# Clifton (Arizona)
 For alternative betydninger, se Clifton. (Se også artikler, som begynder med Clifton)
Clifton er en by i Greenlee County i delstaten Arizona, USA. Byen har 3.933 (2020) indbyggere. Clifton har været amtets hovedsæde siden oprettelsen af Greenlee County i 1909.
Byen var udsat for katastrofale oversvømmelser i 1906 og i 1983, og en brand ødelagde forretningsområdet i 1913.